# أليخاندرو كالفو غارسيا
أليخاندرو كالفو غارسيا (بالإسبانية: Alejandro Calvo García)‏ (1972 - ) هو لاعب كرة قدم إسباني في مركز الوسط. لعب مع سكونثورب يونايتد ونادي إيبار.

## وصلات خارجية
- أليخاندرو كالفو غارسيا على موقع Soccerbase.com (لاعب) (الإنجليزية)